# قلعة سكرة
قلعة السكرة هي قلعة أثرية تعود إلى العهدين الأيوبي و المملوكي تقع بالقرب من الحسكة شيدت من أجل غرض عسكري بحت وهو عبارة عن حامية عسكرية، ولا ينطبق عليها تسمية القلاع، قلعة سكرة هي عبارة عن حامية صغيرة، والغرض من إنشائها كان لمراقبة السهل الشمالي لـجبل عبد العزيز، والتحكم بالممر الجبلي الذي يقسم الجبل من الشمال إلى الجنوب، وهذا الممر على ما يبدو كان صلة الوصل بين السهل الشمالي والسهل الجنوبي،

## وصف القلعة
مساحتها 150× 80م2.
تتكون القلعة من أبراج وجدران مبنية من الحجر الكلسي تتراوح إبعاد المداميك المبنية من 20-40سم وغير منتظمة، وتظهر في القلعة حالياً بقايا لأربع أبراج ويظهر ضمن أحد الأبراج قبة مزخرفة من الداخل بزخارف هندسية جصية ذات نمط إسلامي وذلك في الطابق الأرضي للبرج الثاني، وتظهر بقايا آثار لثلاث أبراج أخرى منهارة كليا لا يظهر منها سوى أساسات غير واضحة المعالم وإن جميع الجدران والبدنات للقلعة متهدمة بشكل كامل، ولا تظهر سوى بقايا أساساتها.
يلحظ في الباحة أيضا خمسة آبار دائرية منحوتة في الزاوية الجنوبية الشرقية من الباحة الصخرية وبعمق يتراوح بين 3ــ 8 م، ويتراوح قطر قاعدة هذه الآبار بين 3ــ 7م.
يعتقد أن بوابة الدخول إلى القلعة توجد بين البرجين الثالث والرابع.. علما بأن محور بوابة الدخول إلى القلعة غير واضحة المعالم ومن المحتمل أنها كانت توجد بين البرجين ذوات الأرقام 3و4 .

## موقع القلعة
تقع قلعة سكرة تقع جنوب غرب محافظة الحسكة وتبعد عن الحسكة ما يقارب الـ35كم على جبل عبد العزيز.
تتوضع القلعة فوق أحد السلاسل العالية من جبل عبد العزيز، ويتم الوصول إليها عن طريق الحسكة – مغلوجة الذي يمر بمحاذاة وأسفل المرتفع الذي يتوضع عليه أثار وبقايا هذه القلعة.
والمرتفع الجبلي الذي بني عليه القلعة هو مرتفع طبيعي ومحصن وفيه انحدارات شديدة من كافة الجهات، تصل في بعض الأحيان زاوية انحداره إلى 70 درجة ويبلغ ارتفاع القلعة عن السهول المحيطة حوالي300.

## تاريخ القلعة
يعود تاريخ القلعة إلى الفترتين الأيوبية والمملوكية وذلك من خلال الطراز المعماري للقلعة والكسر الفخارية المنتشرة على سطح الموقع. وشكلها العام يوحي بأنها كانت قلعة دفاعية وكان دورها على الأغلب كنقطة للحماية والإمداد للجيوش الإسلامية.
لا توجد معلومات دقيقة عن تاريخ القلعة لعدم وجود دراسات تاريخية أو تنقيبات أثرية في الموقع. وتقوم المديرية العامة للآثار والمتاحف بأعمال ترميم وصيانة شاملة للقلعة. 

## أعمال الترميم
قامت دائرة آثار الحسكة المرحلة الأولى والثانية من عمليات الترميم الخاصة بموقع قلعة سكرة في جبل عبد العزيز في حزيران 2009، حيث تضمنت أعمال التدعيم صيانة الأبراج الموجودة ضمن القلعة.
وكانت كلفة أعمال الترميم وصلت إلى مليوني ليرة سورية، وقد تركزت تلك الأعمال على تدعيم أساسات الأبراج ذوات الأرقام 2-3-4، ووضع شبك حديدي لتغطية الآبار الموجودة في باحة القلعة، والقيام بعملية تشجير حول التل الذي ترتكز عليه القلعة، إضافةً إلى بناء درج من أسفل التل للوصول إلى القلعة بسهولة.